# K.k. Trabantenleibgarde

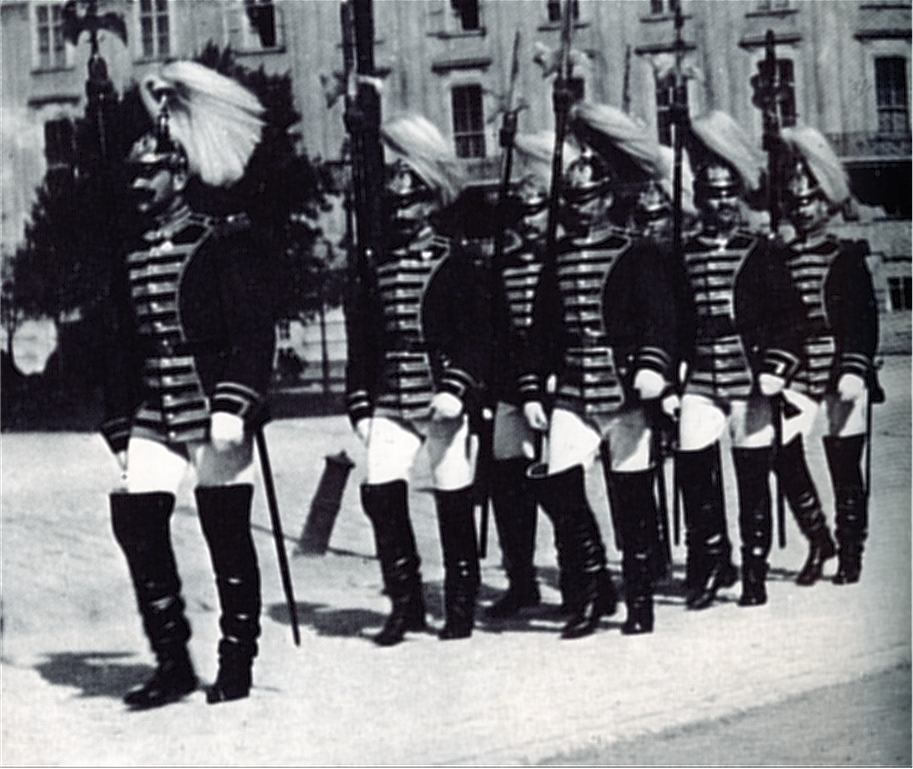
Gardisten um 1900

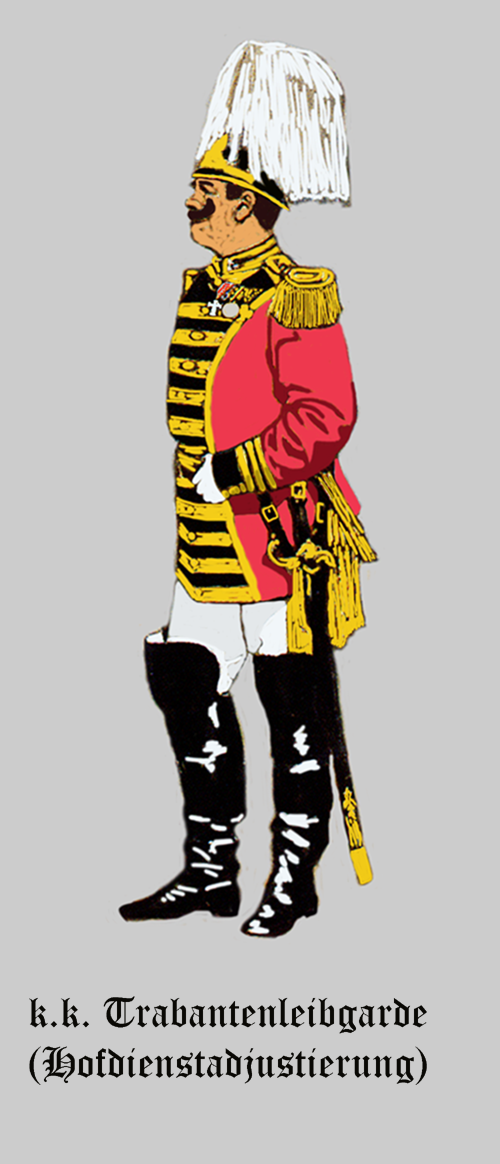
Gardepremierwachtmeister

Die k.k. Trabantenleibgarde war eine von insgesamt fünf Gardeformationen des Kaisers von Österreich und Königs von Ungarn.

## Stellung und Aufgaben
Die Garde der Doppelmonarchie Österreich-Ungarn setzte sich zusammen aus:
- Arcièren-Leibgarde
- königlich-ungarische Leibgarde
- k.k. Trabantenleibgarde
- k.u.k. Leibgardereitereskadron
- K.u.k. Leibgardeinfanteriekompanie

Im Gegensatz zu der Arcièren-Leibgarde und der königlich-ungarischen Leibgarde setzte sich die Trabanten-Leibgarde nicht ausschließlich aus Offizieren, sondern auch aus Unteroffiziersdienstgraden vom Zugsführer an aufwärts zusammen und entsprach damit einer Garde im militärischen Sinne, da sie regulären Wachdienst in der Hofburg und anderen Liegenschaften der Monarchie versah. Die Arcièren-Leibgarde und die ungarische Leibgarde bestand dagegen nur aus verdienten höheren Offizieren, denen die Zugehörigkeit zur Garde ehrenhalber verliehen worden war.
Anders als in Frankreich (Kaiserreich), Großbritannien oder Deutschland, wo es Gardedivisionen und Gardekorps gab, bestand die gesamte Garde nur aus fünf kleinen Einheiten, von denen lediglich drei Kompaniestärke erreichten; eine davon war die Trabantenleibgarde, die in der Rangfolge der Garden die Nummer drei einnahm. Ihr Pendant in Preußen war die Schloßgarde-Kompanie, in Bayern die Hartschiere.
Die Mitglieder der Trabantenleibgarde waren reguläre, verdiente Angehörige der Armee, die turnusmäßig ausgewechselt wurden.

## Geschichte
Erstmals erwähnt wird die Trabantenleibgarde im Hofstaatsverzeichnis Kaiser Maximilians I. von 1519. Unter Kaiser Rudolf II. wird 1576 der Bestand der Trabantenleibgarde mit 100 Mann angegeben.
Während der Reformen durch Kaiser Joseph II. wurde aus den bestehenden Garde des bosquets (34 Mann), der Garde des palais und einer Invalidengarde (45 Mann Polizeidienst in der Hofburg) 1767 eine Leibgarde zu Fuß gebildet. Diese wurde 1790 mit der Trabantenleibgarde vereinigt. Kaserne war das Kameralhaus auf der Seilerstätte, später ein Gebäude in der Mariahilfer Straße.

## Zusammensetzung
| Rangbezeichnung              | Dienstgrad               |
| ---------------------------- | ------------------------ |
| Gardekapitän                 | höherer General          |
| Gardekapitänleutnant         | Generalmajor oder Oberst |
| Gardeoberleutnant            | Stabsoffizier            |
| Gardeunterleutnant           | Stabsoffizier            |
| Gardepremierwachtmeister     | Hauptmann                |
| Gardesekondewachtmeister     | Leutnant / Oberleutnant  |
| Gardevizesekondewachtmeister | Feldwebel                |
| Garde                        | Zugsführer / Feldwebel   |

## Adjustierung

### Hofdienstadjustierung
Für den Gardekapitänleutnant (als Oberst) bis zum Gardesekondewachtmeister bestand sie aus der Pickelhaube mit Büffelhaarbusch, Hofdienstwaffenrock mit Epauletten, Hirschlederhose, Handschuhen, hohen Reitstiefeln, Schwertkuppel, Schwert mit Portepee, goldener Feldbinde, Kommandostock und (gegebenenfalls) Radmantel. Die Gardemannschaft trug die gleiche Ausstattung, jedoch an Stelle des Kommandostocks eine Hellebarde.

### Paradeadjustierung
Für Gardeoffiziere bestand sie aus der Pickelhaube mit Büffelhaarbusch, Gardewaffenrock, Pantalons, Halbstiefel, Handschuhe, Säbel mit Säbelkuppel und Portepee, Feldbinde, Mantel. Für die im Generalsrang befindlichen Angehörigen galten die gleichen Richtlinien. Mannschaften waren wie die Offiziere ausgestattet, jedoch ohne Feldbinde.

## Montierung
- Die Pickelhaube bestand aus einer verzinnten Weißblechhaube mit Sonnen- und Nackenschirm, welche mit schwarzem Emaillelack überzogen war. Die Verzierungen waren aus vergoldetem Metall gefertigt. Auf der Vorderseite der Haube befand sich ein ziselierter, kaiserlicher Doppeladler. Der untere Rand hatte eine bandförmig vergoldete Einfassung, auf der Oberseite war eine Spitze zur Aufnahme des weißen Büffelhaarbusches befestigt. Am Helm befand sich ein Schuppenband, das in der Regel auf dem Schirm aufgelegt blieb und nur bei Alarmierungen unter dem Kinn geschlossen wurde.
- Der Hofdienstwaffenrock bestand aus ponceaurotem Tuch mit schwarzer Passepoilierung an Schößen und Schoßleisten. Ärmelaufschläge aus schwarzem Samt. Über die gesamte Vorderseite des Rocks war von oben nach unten ein schwarzsamtenes Plastron (eine Form der Rabatte) gelegt, das mit zwölf querverlaufenden, doppelt gelegten Goldborten verziert war. Der Kragen aus schwarzem Tuch war mit einer doppelten Goldborte besetzt. Zwischen den beiden Borten lag ein zwei Millimeter breiter Streifen in Tuchfarbe. Die Knöpfe waren glatt vergoldete, bei den Offizieren dessiniert. Der Garde (Gardist) führte keine Dienstgradabzeichen. Beim Gardevizesekondewachtmeister war auf dem Kragen, sowie zwischen den beiden Goldborten der Ärmelstulpen noch eine 2,5 Millimeter breite Sujtas in Gold angebracht. Stabsoffiziere hatten am äußeren Rand des Kragens und der Ärmelaufschläge die Armeerangborten und unter diesen 2 Zentimeter breite Gardegoldborten (am Kragen in zwei, am Ärmel in drei Reihen) angebracht. Die Rangsterne der entsprechenden Armeecharge waren in Silber ausgeführt. Der Rock der Offiziere im Generalsrang wich in der Ausstattung stark von den übrigen ab. Vorn auf der Rabatte befand sich anstatt der Goldborten eine reichhaltige Eichenlaubstickerei, der Kragen war mit einer 3,3 Zentimeter breiten Goldborte verziert. Auf den Ärmelaufschlägen gab es je eine 5,3 Zentimeter und eine 2 Zentimeter breite Goldborte. Mannschaften und Offiziere trugen auf den Schultern goldene Epauletten mit Bouillons, in deren Tellern sich der Doppeladler als Emblem befand.
- Die Beinkleider bestanden aus Hosen, die aus weißem amerikanischem Hirschleder gefertigt waren. Sie waren an den Schenkeln und im Gesäß eng geschnitten.
- Die Stiefel waren hohe Reitstiefel (Form der sog. Kürassierstiefel) aus feinem, schwarzem Kalbsleder mit weichen Röhren und Kappen, die 12 cm über das Knie zu reichen hatten.
- Die Hofdienstseitenwaffe war das Schwert, das aus einer zweischneidigen, 4 Zentimeter breiten Stahlklinge bestand. Es war mit einem Gefäß, bestehend aus einer S-förmigen Parierstange und einem nach oben gebogenen, stilisierten und durchbrochenem Stichblatt hergestellt. Beide Teile waren aus einem Stück gegossen. Der achtteilige Griff war aus schwarzem Holz gefertigt. Die Scheide hatte einen schwarzen Lederüberzug mit Beschlägen aus vergoldeter Bronze. Getragen wurde das Schwert an einer Schwertkuppel, bestehend aus Leibriemen, Tragriemen und Tasche. Der Leibriemen war 4 Zentimeter breit und wurde mit einer Kuppelschliesse aus vergoldetem Metall verschlossen. Bei den Offizieren hatte er einen Goldbortenbesatz mit einem schwarzen Streifen in der Mitte. Die Kuppel wurde stets übergeschnallt getragen.
- Das Portepee gehörte zum Schwert und war für den Vizesekondewachtmeister aus Goldgeflecht, bestehend aus Quaste und Band. Die Quaste setzte sich aus dem Knopf und frei herabhängenden Bouillons zusammen. Der Knopf zeigt auf der einen Seite den Doppeladler und auf der anderen den allerhöchsten Namenszug "FJI", wobei das Band in der Mitte einen schwarzen Streifen aufwies. Die Mannschaftsgarden trugen ein Portepee aus kaisergelber Seide, Offiziere das der Infanterieoffiziere.
- Die Hellebarde wurde zum Hofdienst von den Gardemannschaften zusätzlich zu den Seitenwaffen geführt. Sie hatten eine Länge von 2,30 Metern und bestanden aus Klinge und Schaft. Die Klinge setzte sich aus der Spitze, dem Mond und dem sichelförmigen Teil zusammen. Die Hellebarden der Vizesekondewachtmeister waren an den Kanten, dem Ansatz und den Schienen feuervergoldet. Jede Hellebarde war mit einer Quaste aus Goldgespinst ausgestattet; diese war an dem Übergang von Klinge zum Schaft angebracht.
- Die Feldkappe aus schwarzem Tuch war bei den Mannschaften ähnlich dem Infanterietschako, bei den Offizieren war die Offiziersfeldkappe im Gebrauch, ausgestattet mit dessinierten kleinen vergoldeten Waffenrockknöpfen.
- Der Waffenrock war aus schwarzem Tuch mit ponceaurotem Kragen, Aufschlägen und Passepoilierung. Die Knöpfe in zwei Reihen zu je acht waren glatt vergoldet. Als Dienstgradabzeichen auf dem Waffenrock trug der Vizesekondewachtmeister auf der Ansatznaht eine 2 Zentimeter breite, dessinierte, in der Mitte mit einem 1 Millimeter breiten, schwarzen Streifen durchwirkte Borte aus kaisergelber Seide. Der Rockkragen der Mannschaftsgarden wies eine 1,8 Zentimeter breite, dessinierte Borte aus kaisergelber Seide ohne Streifen auf. Dazu gab es drei seidene Rangsterne. Die Waffenröcke der Gardeoffiziere glichen jenen der Mannschaften, jedoch mit dessinierten, vergoldeten Knöpfen, Dienstgradabzeichen entsprechend den Infanterieoffizieren.
- Die Pantalons waren aus graublauem Tuch im Schnitt wie für Offiziere gefertigt und mit ponceauroten Passepoils ausgestattet
- Die Mäntel bestanden aus blaugrauem Tuch mit ponceauroter Passepoilierung und Parolis.

Die Feldkappe, der Waffenrock, die Pantalons sowie der Mantel wurden zur Ausgangsadjustierung getragen.

## Museale Rezeption
Im Heeresgeschichtlichen Museum in Wien sind die sehr glanzvollen und dementsprechend aufwändigen Adjustierungen der Garden ausgestellt. Zu sehen sind Monturen der k. k. Trabantenleibgarde, k.u.k. Leibgardereitereskadron, k.k. Ersten Arcièren-Leibgarde und der k.u. Leibgarde.

## Fortsetzung der Tradition im Bundesheer
Die originale Fahne der Trabantenleibgarde entsprach der allgemein geführten Infanteriefahne und zeigte auf dem Avers einen Doppeladler und auf dem Revers eine Darstellung der Maria Immaculata und wird in dieser Ausführung seit 1935 vom österreichischen Gardebataillon geführt.

Vorderseite
Rückseite